# Convention sur la diversité biologique
Pour les articles homonymes, voir CDB.
- Partie à la convention
- Signé mais pas ratifié
- Non signataire

Logo de la conférence mondiale sur la biodiversité de Nagoya.

Logo de la 9e conférence sur la biodiversité.

Logo de la 8e conférence sur la biodiversité.

La Convention sur la diversité biologique (CDB, ou convention de Rio) est un traité international adopté lors du sommet de la Terre à Rio de Janeiro en 1992, avec trois buts principaux :
1. La conservation de la biodiversité ;
2. L’utilisation durable de ses éléments ;
3. Le partage juste et équitable des avantages découlant de l'exploitation des ressources génétiques.

Son objectif est de développer des stratégies nationales pour la conservation et l'utilisation durable de la diversité biologique. Il est considéré comme le document clé concernant le développement durable.
Dans un premier temps, les bureaux de la convention se trouvaient à Genève avant de déménager définitivement à Montréal.
Elle a été ouverte aux signatures le 5 juin 1992 et est entrée en vigueur le 29 décembre 1993. En décembre 1993, cent soixante-huit pays avaient signé la convention.
Longtemps, la convention n'a eu qu'une portée contraignante limitée, mais elle commence, depuis la fin des années 1990, à être appliquée concrètement dans certains pays et communautés supranationales comme l'Union européenne. Elle contient un rappel d'utilisation des termes dans son article 2 et introduit le principe de précaution.

## Contenu
Ce texte (d'environ quatre-vingt-cinq pages) a valeur de traité pour les pays qui l'ont ratifié. Il reconnaît pour la première fois au niveau du droit international que la conservation de la diversité biologique est une préoccupation commune pour l'ensemble de l'humanité, et est consubstantielle au processus de développement.
L'accord couvre l'ensemble des écosystèmes, des espèces et des ressources génétiques. Il relie les efforts traditionnels de conservation aux objectifs économiques en prônant une gestion durable et équilibrée des ressources biologiques. Lors de la réunion de Buenos Aires, en 1996, l'accent est mis sur les savoirs locaux — les ethnologues et les anthropologues jouent un rôle fondamental dans l'étude des savoirs locaux. Des acteurs essentiels, comme les communautés locales et les populations autochtones, doivent être pris en compte par les États, qui gardent leur souveraineté sur la biodiversité de leurs territoires qu'ils se doivent de protéger. Il établit les principes pour le partage juste et équitable des bénéfices provenant de l'utilisation des ressources génétiques, notamment celles destinées pour l'utilisation commerciale. Elle couvre également le domaine de la biotechnologie à travers son protocole de Cartagena sur la prévention des risques biotechnologiques, abordant les questions de développement technologique, des partages des avantages et de biosécurité. Avant tout, la convention est juridiquement obligatoire ; les pays y adhérant sont contraints à appliquer ses dispositions.
Tandis que les efforts antérieurs de conservation visaient surtout la protection d'espèces et d'habitats, la convention reconnaît, via l’importance des réseaux écologiques, que les processus écologiques, les écosystèmes, les espèces et les gènes doivent être protégés pour pouvoir être durablement utilisés au profit de l'humanité, et ce, d'une façon et à un rythme qui ne provoque pas un déclin à long terme de la diversité biologique.
Ce n'est cependant que huit ans plus tard, par le biais de sa cinquième Conférence des parties que l'approche écosystémique est plus clairement adoptée impliquant une prise en compte effective de la connectivité biologique fonctionnelle. En réalité, un des projets de texte de la convention contenait le mot et la définition de corridor, mais cette version avait été oubliée au profit d'un concept plus flou de systèmes d’aires protégées que les parties doivent mettre en place (article 8a).
La Convention sur la diversité biologique de 2004, à Kuala-Lumpur, a insisté sur le besoin de protéger toute la biodiversité, y compris ordinaire, avec donc le besoin d'instruments « combinant la gestion des réseaux d’aires protégées, des réseaux écologiques et des zones qui ne font pas partie de ces réseaux ».
La huitième Conférence des parties, à Curitiba en 2006 a été encore plus précise en rappelant l'urgente nécessité de conserver la biodiversité aux échelles génétiques, en recommandant notamment aux parties de rendre obligatoire l’évaluation d’impact sur l’environnement pour « les activités dans les corridors écologiques identifiés comme importants pour les processus écologiques ou évolutifs » afin notamment de mieux résister aux conséquences des modifications climatiques.
La 10e Conférence des parties, à Nagoya en octobre 2010, a adopté le protocole de Nagoya, qui traite notamment des points suivants :
- un meilleur accès aux ressources génétiques et un partage plus équitable des avantages issus de leur utilisation (lutte contre la « biopiraterie ») ;
- l'adoption d'un plan stratégique 2011-2020, avec vingt sous-objectifs quantifiés, dont un objectif de suppression en 2020 des subventions dommageables à la biodiversité ou la création d’un réseau d’espaces protégés couvrant au moins 17 % de la surface terrestre et 10 % des océans ;
- un accord pour la création de la Plateforme intergouvernementale scientifique et politique sur la biodiversité et les services écosystémiques (IPBES) ;
- une mobilisation de ressources financières pour appliquer cette stratégie.

La convention offre également aux décideurs des conseils fondés sur le principe de précaution voulant qu'en cas de menace de réduction significative ou de perte de diversité biologique, l'absence de certitude scientifique ne devrait pas justifier de repousser des mesures pour éviter ou réduire cette menace. La convention reconnaît la nécessité d'investissements importants pour conserver la diversité biologique mais aussi les bénéfices environnementaux, économiques et sociaux de la conservation.
La conférence de Montréal sur la biodiversité (COP15) aboutit le 19 décembre 2022 à un accord dit « accord de Kunming-Montréal » par lequel 200 pays s'engagent à éviter une extinction massive d'espèces végétales et animales, notamment en protégeant au moins 30 % des terres et des mers d'ici à 2030. Les pays promettent aussi de réduire d'ici là de moitié les risques associés aux pesticides, d'augmenter les pratiques d'agroécologie, de s'attaquer aux subventions néfastes à l'environnement, ou de pousser les entreprises à publier leurs résultats sur la biodiversité. Les pays riches ont promis de doubler l'aide aux plus pauvres. Un mécanisme de suivi doit être mis en place dans les huit ans à venir. Chaque pays devra établir sa propre stratégie de biodiversité et prouver que cela correspond aux objectifs adoptés. Entre 2023 et 2030, la société civile va donc pouvoir surveiller les engagements de chacun, alors que l'accord ne donne quasiment aucun engagement chiffré, en particulier sur la répartition des efforts entre les pays. Selon la FAO, un tiers des terres émergées sont « modérément ou fortement dégradées » par l'activité humaine. Afin d'y remédier, l'accord prévoit « que, d'ici à 2030, au moins 30 % des écosystèmes terrestres, de mers intérieures et d'écosystèmes côtiers et marins dégradés fassent l'objet d'une restauration effective ». Les pays doivent également « prévenir, réduire et travailler à l'élimination de la pollution plastique ». Alors que quasiment aucun objectif fixé à l'accord précédent, en 2010 à Aichi au Japon, n'a été atteint à son terme en 2020, les pays ont adopté un mécanisme de planification et de suivi commun, avec des indicateurs précis. Mais le texte est moins contraignant que celui sur l'accord de Paris pour le climat.

## Mécanismes de mise en œuvre
La Convention sur la Diversité Biologique s'appuie sur plusieurs mécanismes pour sa mise en œuvre :
- le « Centre d'échange d'information de la Convention sur la Diversité Biologique »[10] (Clearing House Mechanism en anglais) et les points focaux nationaux permettent de renforcer la coopération scientifique et technique entre les Parties et contribuent de manière significative à la mise en œuvre de la CDB et des plans décennaux pour la biodiversité ;
- les « Stratégies et plans d'actions nationaux pour la biodiversité » (SPANB) sont élaborés par les Parties pour la conservation et l'utilisation durable de la diversité biologique[11] ;
- les « Perspectives mondiales de la diversité biologique » (PMDB) sont préparées par les Parties pour fournir un résumé de l'état de la diversité biologique ainsi qu'une analyse des étapes entreprises par la communauté mondiale pour assurer que la biodiversité soit conservée et utilisée de façon durable, et que les avantages découlant de l'utilisation des ressources génétiques soient partagées équitablement ;
- les rapports nationaux sont fournis sur une base quadriennale par les États au Secrétariat et répondent en fonction des besoins de mise en œuvre aux notifications adressées par le Secrétariat de la Convention aux points focaux nationaux ;
- le « Fonds pour l'environnement mondial » (FEM) est un mécanisme financier dédié à la mise en œuvre de la Convention sur la Diversité Biologique. Il réunit 182 pays, en partenariat avec des institutions internationales, des organisations non gouvernementales et le secteur privé, pour s’attaquer à des problèmes environnementaux à caractère mondial[12]. Organisme financier indépendant, le FEM accorde des financements aux pays en développement et aux pays en transition pour des projets concernant la biodiversité, le changement climatique, les eaux internationales, la dégradation des sols, la couche d’ozone et les polluants organiques persistants.

## Déclinaisons nationales
De nombreux pays signataires ont établi des plans d'action en faveur de la biodiversité pour mettre en œuvre la convention ;
- L'Europe a proposé un réseau écologique paneuropéen, dont le réseau Natura 2000 organise les noyaux ;
- La France a rédigé en 2004 et révisé en 2011 sa Stratégie nationale pour la biodiversité ;
- Le Royaume-Uni, la Nouvelle-Zélande et la Tanzanie ont, par exemple, élaboré des réponses pour conserver certaines espèces et des habitats spécifiques ;
- L'Australie met en place un corridor climatique.

Les États-Unis n'ont pas ratifié le traité en raison de leur opposition aux dispositions régulant les droits de propriété intellectuelle, notamment sur la biotechnologie et les OGM.

## Personnages clés
- Braulio Ferreira de Souza Dias (en), Brésil.
- Elizabeth Mrema, Secrétaire executive de la CBD depuis 2019[13].

## Critiques: le droit de propriété intellectuelle pérennise l'accès illimité aux ressources par les pays du Nord
La Convention sur la Biodiversité a institué des droits de propriété privés sur la nature sauvage afin de prévenir l’exploitation illimitée des ressources génétiques dont disposent les pays pauvres, qui constituent l'essentiel des ressources. L'appropriation privative est ainsi devenue, depuis le début des années 1990, le paradigme dominant pour régler les problèmes de société et d’environnement. En parallèle, l'Accord de Marrakech, qui a fondé l'Organisation mondiale du commerce (OMC) en 1994, a rendu obligatoire pour tous les pays signataires la reconnaissance des brevets concernant la découverte de micro-organismes et de composants génétiques isolés au sein des plantes et des animaux. Par conséquent, dans tous les conflits d'accès aux ressources, le concept sur lequel se concentrent les controverses concernant l’accès aux connaissances sur les plantes et les animaux est celui de propriété, et plus particulièrement la propriété intellectuelle, qui régit les brevets. Il est désormais possible de breveter des gènes isolés dans des plantes ou des animaux naturellement produits, des éléments actifs synthétisés dans des plantes médicinales, ou les processus par lesquels des composants génétiques sont isolés.
L’accord de l’ADPIC (Aspect des Droits de Propriété Intellectuelle qui touchent au Commerce) par les membres de l’OMC, a globalement généralisé les régimes de propriété intellectuelle qui ont évolué dans les pays du Nord au cours des 100 dernières années à tous les pays signataires, y compris les pays non industrialisés du Sud. Comme tous les signataires de l’ADPIC doivent maintenant prévoir des mécanismes de protection des droits de propriété intellectuelle sur les variétés de plantes, cela laisse le champ libre aux pays du Nord pour s'approprier la connaissance du matériel génétique des plantes et des animaux, et donc l'accès aux ressources naturelles des pays du Sud. Selon Birgit Müller, on en vient à revivre un mouvement comparable à celui des grandes découvertes des XVe et XVIe siècles, puis de colonisation par les Européens de continents entiers, qui avaient été habités par des populations indigènes pendant des millénaires, et ont été « appropriés par la violence et la tromperie ». D'une façon similaire, « les réglementations de l’OMC ouvrent la possibilité pour les firmes privées de s’assurer un accès légal et exclusif à des organismes naturels, à des semences issues de transmissions traditionnelles ainsi qu’aux connaissances qui ont été accumulées à leur propos durant des siècles par des populations indigènes et des traditions d’agriculteurs ».
On pourra à ce sujet consulter les extraits suivants de l'encyclique Centesimus annus de Jean-Paul II (1991) : « À notre époque, il existe une autre forme de propriété et elle a une importance qui n'est pas inférieure à celle de la terre : c'est la propriété de la connaissance, de la technique et du savoir. La richesse des pays industrialisés se fonde bien plus sur ce type de propriété que sur celui des ressources naturelles. » […] « Si, autrefois, le facteur décisif de la production était la terre, et si, plus tard, c'était le capital, compris comme l'ensemble des machines et des instruments de production, aujourd'hui le facteur décisif est de plus en plus l'homme lui-même, c'est-à-dire sa capacité de connaissance qui apparaît dans le savoir scientifique, sa capacité d'organisation solidaire et sa capacité de saisir et de satisfaire les besoins des autres. » […] « De nombreux hommes, et sans doute la grande majorité, ne disposent pas aujourd'hui des moyens d'entrer, de manière efficace et digne de l'homme, à l'intérieur d'un système d'entreprise dans lequel le travail occupe une place réellement centrale. Ils n'ont la possibilité ni d'acquérir les connaissances de base qui permettent d'exprimer leur créativité et de développer leurs capacités, ni d'entrer dans le réseau de connaissances et d'intercommunications qui leur permettraient de voir apprécier et utiliser leurs qualités. En somme, s'ils ne sont pas exploités, ils sont sérieusement marginalisés ; et le développement économique se poursuit, pour ainsi dire, au-dessus de leur tête, quand il ne va pas jusqu'à restreindre le champ déjà étroit de leurs anciennes économies de subsistance. » […] « Malgré les changements importants survenus dans les sociétés les plus avancées, les déficiences humaines du capitalisme sont loin d'avoir disparu, et la conséquence en est que les choses matérielles l'emportent sur les hommes ; et plus encore, pour les pauvres, s'est ajoutée à la pénurie de biens matériels celle du savoir et des connaissances qui les empêche de sortir de leur état d'humiliante subordination ».
Des critiques ont aussi été émises quant au Protocole de Nagoya qui supplémente la Convention.